# Castello Tramontano
Il castello Tramontano è situato sulla collina di Lapillo, sovrastante il centro storico della città di Matera.

## Storia
Fu fatto costruire a partire dal 1501 dal conte Giovan Carlo Tramontano, feudatario di Matera.
Nato come residenza normanna alla periferia della Civita, era originariamente costituito da otto torri quadrate, usate come difesa dall'eventuale attacco dei nemici, ed era dotato di un ponte. Giovanni Antonio Ursino, padrone del Principato di Taranto e di molte terre (tra cui la contea di Matera) si disfece di queste strutture per crearne altre più adeguate ai tempi e vendette una parte del castello per far spazio a bastioni rotondi.
Il nuovo re di Napoli, Ferdinando II, aveva promesso ai materani di non cedere più la città ad alcun feudatario, dopo che questa si era già liberata più volte dal giogo feudale pagando diversi riscatti per restare città libera ad autonomo reggimento, cioè dipendente direttamente dalla Corona reale. Invece il conte Tramontano, che vantava crediti nei confronti dell'Erario reale, chiese ed ottenne la contea di Matera nel 1496.
Il conte si rese presto inviso ai materani in quanto con il passare del tempo si riempì di debiti, per far fronte ai quali tassava la popolazione con gravose imposte. Cominciò così la costruzione del castello, che era situato su una collina dominante la città, al di fuori delle mura cittadine, con lo scopo di controllo "feudale" dei terreni circostanti più che di difesa della città stessa. Pare che poi la costruzione avrebbe dovuto comprendere altre torri di difesa, una delle quali è stata rinvenuta sotto la centrale piazza Vittorio Veneto di Matera insieme ad altri ambienti ipogei. Per la costruzione del castello furono spesi ben 25.000 ducati e ciò andò a gravare ancor di più sulla popolazione.
Fu così che alcuni cittadini, stanchi dei continui soprusi, si riunirono nascosti dietro un masso, che da allora fu chiamato u pizzon' du mal consigghj, cioè "la pietra del mal consiglio", ed organizzarono l'assassinio del "tiranno" Tramontano. Il 29 dicembre 1514 il conte, appena uscito dalla cattedrale, fu assassinato in una via laterale della stessa, che fu successivamente chiamata in modo eloquente "Via del Riscatto". Il castello restò dunque incompiuto.

## Descrizione
In stile aragonese, il castello ha un maschio centrale e due torri laterali più basse, l'uno e le altre rotonde, smerlate e dotate di feritoie. Le due torri, collegate da un ponte, hanno subìto delle modifiche in quanto il ponte è stato distrutto. Il progetto prevedeva anche la costruzione di un camminamento tra il Castello Tramontano e il Castiglione Normanno, che non fu mai realizzato.
Dal 2008 è interessato, insieme al parco circostante, da lavori di restauro ancora in corso. Alcuni di questi interventi sono finalizzati al recupero del fossato con il ripristino delle pareti tufacee. Il progetto è finanziato  anche grazie ai fondi del Gioco del Lotto, in base a quanto regolato dalla legge 662/96.